# Fonte Nuova
Fonte Nuova – miejscowość i gmina we Włoszech, w regionie Lacjum, w prowincji Rzym.
Według danych na rok 2004 gminę zamieszkiwały 22 573 osoby, 1128,7 os./km².